# Tolbert (circuit)
Het stratencircuit van Tolbert is een voormalig stratencircuit dat een driehoek vormde tussen de plaatsen Tolbert - Midwolde - Leek over een afstand van ruim vier kilometer waar sinds 1950 op geracet werd en door het centrum van Tolbert voerde.
Het evenement stond bekend onder de naam CC-races, naar de organisatoren van de eerste race: Cornelis Jan (Kees) Siersma en Cornelis Jan (Kees) Sikkema. In 1956 werd het circuit te gevaarlijk bevonden en jarenlang werd er niet meer geracet. 
In 1970 werd het project nieuw leven ingeblazen. Hoewel het nog steeds CC-Races Tolbert heette, lag dat circuit ten noorden van de A7 (ruwweg een rechthoek gevormd door een gedeelte van de N978 -Noorderweg, Oude Postweg- en een deel van de weg Pasop -parallel aan de A7-) in het buitengebied van Midwolde. Het circuit is vooral bekend doordat Jack Middelburg in 1984 overleed aan de gevolgen van een crash op dit parcours. De laatste race werd gehouden in 2004. In 2008 werd besloten definitief te stoppen met de CC-races.